# Greatest Hits (musikalbum av Sly and the Family Stone)
Greatest Hits är ett samlingsalbum, släppt 1970, med låtar från funk-, rock-, och soulgruppen Sly and the Family Stone. På albumet finns samtliga singlar från albumen Dance to the Music , Life och Stand!. Albumet inkluderar också en tidigare onämnd låt, "You Can Make It If You Try" från Stand!, och tre låtar från 1969 som tidigare endast släppts som singlar - "Hot Fun in the Summertime", "Everybody Is a Star", och "Thank You (Falettinme Be Mice Elf Agin)".
Albumet släpptes under en åtta-månaders peroid från slutet av 1969 till slutet av 1970, en period då Sly and the Family Stone inte släppte något nyinspelat material. Idén till Greatest Hits kom från gruppens skivbolag, Epic Records, som ville stilla köparnas oro över gruppens existens. Albumet gick upp på andra plats på den amerikanska albumlistan Billboard 200, och blev försäljningsmässigt sett gruppens näst största framgång - efter det nästkommande albumet There's a Riot Goin' On. När musiktidskriften Rolling Stone 2004 publicerade deras lista The 500 Greatest Albums of All Time rankades detta album som nummer 60, det var gruppens högst placerade album på listan.

## Låtlista

### Sida 1
1. "I Want to Take You Higher" (5:22)
2. "Everybody Is a Star" (3:00)
3. "Stand!" (3:08)
4. "Life" (2:58)
5. "Fun" (2:20)
6. "You Can Make It If You Try" (3:39)

### Sida 2
1. "Dance To The Music" (2:58)
2. "Everyday People" (2:20)
3. "Hot Fun in the Summertime" (2:37)
4. "M'Lady" (2:44)
5. "Sing a Simple Song" (4:47)
6. "Thank You (Falettinme Be Mice Elf Agin)" (3:55)

## Medverkande musiker
- Sly Stone: sång, orgel, gitarr, piano, munspel, med mera
- Freddie Stone: sång, gitarr
- Larry Graham: sång, bas
- Rosie Stone: sång, piano, keyboard
- Cynthia Robinson: trumpet, sång
- Jerry Martini: saxofon
- Greg Errico: trummor
- Little Sister (Vet Stone, Mary McCreary, Elva Mouton): körsång